# 頭孔頦齒魚
頭孔頦齒魚，為管肩魚科的其中一種，為深海魚類，分布於東大西洋、印度洋、西太平洋海域，深度1000-1450公尺，體長可達24.9公分，棲息在底層水域，生活習性不明。

## 扩展阅读
維基物種上的相關：頭孔頦齒魚